# Реквијем за перолаког
Реквијем за перолаког (енг. Requiem for a Lightweight) је трећа епизода прве сезоне америчке војномедицинске драмедије M*A*S*H (срп. Меш). Реквијем за перолаког се први пут емитовала првог октобра 1972. године, а затим поново 31. децембра исте године на америчком телевизијском каналу Си-Би-Ес. Ово је прва епизода Меша која се поново емитовала. Епизоду је написао сценариста Боб Клејн, са Ларијем Гелбартом који је био супервизор сценарија. Режију је преузео Хај Авербак.
Реквијем за перолаког је премијерно приказана 1. октобра 1972. године, а затим поново 31. децембра 1972. године.
Смештена током Корејског рата, радња Реквијема за перолаког прати капетана Бенџамина Френклина "Хокаја" Пирса (Алан Алда), и капетана "Трапера" Џона Франциса Ксавијера Мекинтајра (Вејн Роџерс), водеће хирурге у четири хиљаде седамдесет и седмој мобилној војној болници (енг. Mobile Army Surgical Hospital) који покушавају да наместе боксинг меч против водника "Убице" Флакера, да би задржали медицинску сестру Марџи Катлер у својој болници.
Наслов епизоде је алузија на драму Реквијем за тешкаша (енг. Requiem for a Heavyweight), америчког сценаристе Рода Серлинга, креатора Зоне сумрака.
Реквијем за перолаког је прва епизода где Вилијам Кристофер тумачи улогу оца Мулкахија. Ту улогу је пре њега у Пилоту глумио Џорџ Морган. Касније у серији, отац Мулкахи је постао један од главних карактера серије. Ова епизода је такође прво појављивање медицинске сестре Марџи Катлер, која је до краја прве сезоне била потенцијални љубавни интерес за Хокаја и Трапера, али која је као карактер престала да се појављује након завршетка прве сезоне.

## Радња
Нова медицинска сестра, Маргарет (Марџи) Катлер, се појављује у четири хиљаде седамдесет и седмој мобилној војној болници, и она шармира хирурге "Хокаја" Пирса и "Трапера" Џона. Током једног од разговора између њих троје, сестра Марџи Катлер бива призвана у шатор мајора Маргарет "Хот Липс" Хулихан. Хокај и Трапер говоре један другом да одлазе да спавају, а затим кришом одлазе до шатора сестре Катлер. Ту се њих двојица сусрећу и одлучују да пробају заједно да је шармирају. Али, у шатору они проналазе Марџи како се пакује и сазнају да је мајор Хулихан наредила да се сестра Катлер пребаци у другу војну болницу јер је у овој превелика дистракција за хирурге.
Трапер и Хокај одлазе у канцеларији поручника Хенрија Блејка да захтевају да се Марџино пребацивање одложи, али им он саопштава да он не може да спречи трансфер, јер мајор Хулихан одлучује шта се дешава свим медицинским сестрама. Блејк им затим говори да је спреман да "види шта може да учини" ако један од њих двојице оде и бори се у рингу против војника генерала Баркера. Ни Трапер ни Пирс не желе да се боксују против војника, али након што је видео Марџи како одлази, Трапер одлучује да се бори.
Хокај и Трапер проводе неко време тренирајући, али схватају да не постоји шанса да Трапер победи поготово зато што има осетљив стомак и неспособан је да држи гард. Касније те вечери, Радар обавештава Трапера и Хокаја да је Баркеров војник дошао и да је висок, снажан, и страшан. Очајни, Пирс и Трапер одлучују да варају тако што ће полити Траперове боксерске рукавице етаром. Капетан Ружни Џон поручује Траперу да ће победити сигурно ако ухвати генераловог војника у клинч и натера га да помирише етар.
Следећег јутра у мензи, Трапер, Хокај, мајор Френк Бурнс и Хенри Блејк упознају генераловог војника, човека високог два метра и званог "Убица". Хокај објашњава Бурнсу и Блејку план да користе етар да победе. Те вечери пред меч, мајор Бурнс и мајор Хулихан замењују етар са дестилованом водом. Отац Мулкахи као судија меча, представља борце и прва рунда почиње. У првој рунди Трепер покушава да онесвести Убицу, али не успева. Након прве рунде у којој Трапер замало бива нокаутиран, Хокај схвата да је етар замењен дестилованом водом и одлази у амбуланту по још етра. За то време Хенри Блејк се клади са генералом Баркером у двеста америчких долара да ће Трапер победити. Током паузе између рунди Хокај полива Траперову десну рукавицу етаром и он успева да победи меч. Онесвешћени Убица пада у публику, директно на мајора Бурнса и мајора Хулихан.
На крају, Блејк добија опкладу, а сестра Катлер се враћа у болницу где је толико импресионирана Траперовом борбом за њу да комплетно игнорише Хокаја.

## Улоге

###### Главне улоге
- Алан Алда - капетан Бенџамин Френклин "Хокај" Пирс

- Вејн Роџерс - капетан "Трапер" Џон Мекинтајер
- Меклејн Стивенсон - потпуковник Хенри Блејк
- Лорета Свит - мајор Маргарет "Вруће Усне" Хулихан
- Лари Линвил - мајор Френк Бурнс
- Гари Бургоф - млађи водник Валтер "Радар" О'Рајли

###### Споредне улоге
- Сорел Бук - генерал Вилсон Сполдинг Баркер
- Џон Орчард - капетан "Ружни Џон" Блек
- Марција Штрасман - медицинска сестра Марџи Катлер
- Вилијам Кристофер - поручник отац Францис Џон Патрик Мулкахи
- Мајк Мекгир - поручник "Убица" Флекер (некредитован)[8]